# Whitehaven Beach
Whitehaven Beach är en strand i Australien. Den ligger i regionen Whitsunday och delstaten Queensland, omkring 900 kilometer nordväst om delstatshuvudstaden Brisbane. Whitehaven Beach ligger på ön Whitsunday Island.
Savannklimat råder i trakten. Genomsnittlig årsnederbörd är 1 680 millimeter. Den regnigaste månaden är mars, med i genomsnitt 436 mm nederbörd, och den torraste är september, med 10 mm nederbörd.